# Каратогайський сільський округ
Каратога́йський сільський округ (каз. Қаратоғай ауылдық округі, рос. Каратогайский сельский округ) — адміністративна одиниця у складі Мартуцького району Актюбінської області Казахстану. Адміністративний центр та єдиний населений пункт — село Каратогай.
Населення — 1517 осіб (2021; 1659 у 2009, 1634 у 1999, 1499 у 1989).
Станом на 1989 рік існувала Каратогайська сільська рада (село Каратогай).